# 養珠院

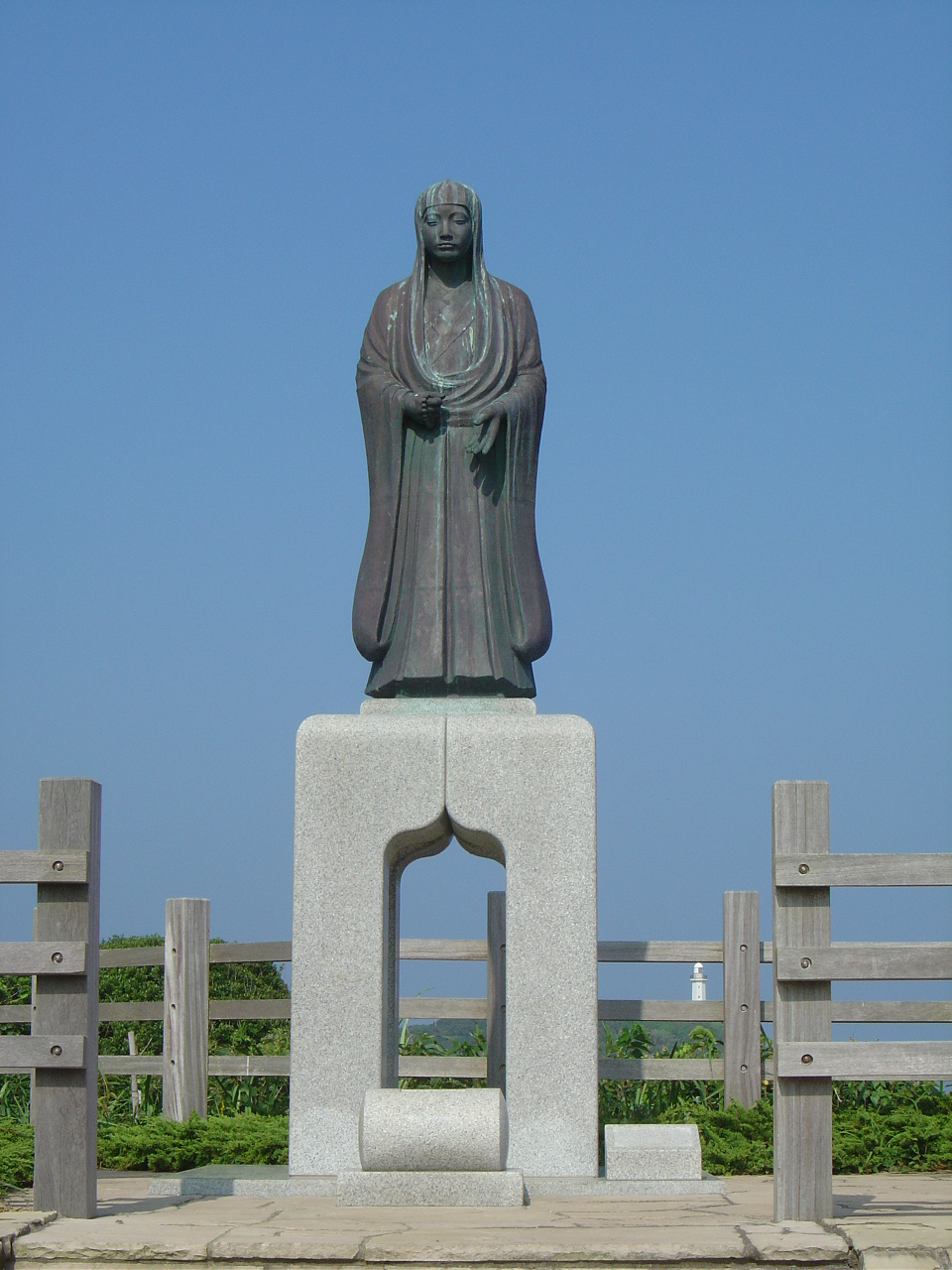
千葉県勝浦市八幡岬公園（勝浦城跡）にある養珠院像

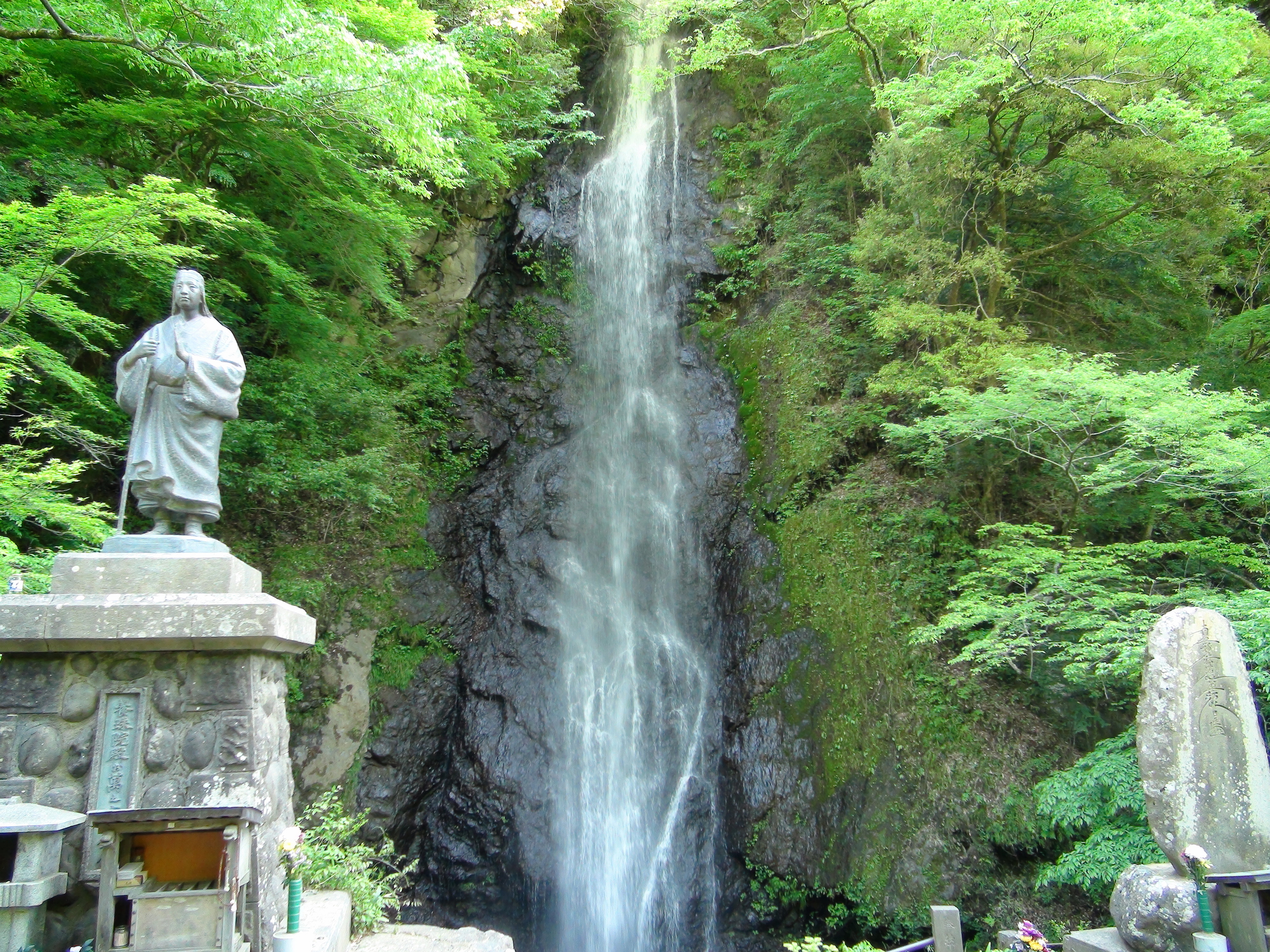
山梨県早川町七面山登山口にある白糸滝と養珠院像

養珠院（ようじゅいん、天正5年（1577年）/天正8年（1580年） - 承応2年8月22日（1653年10月13日））は、安土桃山時代から江戸時代前期にかけての女性。徳川家康の側室。紀州徳川家の家祖徳川頼宣、および水戸徳川家の家祖徳川頼房の母。養珠夫人ともいう。実名は万（まん、旧字体：萬）。
以下の呼称は実名の万で統一する。

## 生涯
出自については、有力な説として『寛政重修諸家譜』などでは、勝浦城主正木頼忠と智光院との間に生まれた娘とある。『南紀徳川史』では河津城主蔭山氏広と智光院との間に生まれた娘とされる。信憑性は低いが、冷川村百姓夫婦の娘など諸説もある。また母とされる智光院は『寛政重修諸家譜』などでは北条氏隆の娘とあり、『南紀徳川史』では田中泰行の娘（板部岡江雪斎の姉、氏隆養女）、『正木家譜』では岡本氏という説がある。血筋を遡れば鎌倉幕府に仕えた有力御家人三浦義村の娘矢部禅尼を先祖に持つ三浦氏嫡流の末裔に当たる
天正5年（1577年）4月4日、三浦庶流の正木頼忠を父として生まれたが、同年8月正木憲時の挙兵により勝浦城から三原（和田町）に移り、その後、小田原に居住した。天正12年（1584年）、母親が蔭山氏広と再婚したことより蔭山一族となったとされる。小田原征伐の際に蔭山氏広は山中城籠城軍に加わるも、落城時に脱出し居城の河津城に戻ったが、伊豆国修善寺にて蟄居したと伝わる。一説に、伊豆国冷川村の出身で幼いころに百姓である両親と死別した。
万は駿河国大平村（沼津市大平）の名主、星谷縫殿右衛門に養育される。文禄2年（1593年）三島で徳川家康に御目見し、江川英長（江川太郎左衛門）の養女として家康の側室となった。伏見において、慶長7年（1602年）3月7日には頼宣を、同8年（1603年）8月10日には頼房を出産する。
慶長11年（1606年）3月26日の『玉沢手鑑草稿』に記載されている宝倉板本尊銘写によると「蓮華院妙紹日心」とあり、養珠院と称する前は蓮華院と称していたことが確認できる。
義父の蔭山家は代々日蓮宗を信仰しており、万もその影響を受けて日遠に帰依した。家康は浄土宗であり、日頃から宗論を挑む日遠を不快に思っていたため、慶長13年（1608年）11月15日、江戸城での問答の直前に日蓮宗側の論者日経を家臣に襲わせた結果、日蓮宗側は半死半生の状態となり、浄土宗側を勝利させた。この不法な家康のやり方に怒った日遠は身延山法主を辞し、家康が禁止した宗論を上申した。これに激怒した家康は、日遠を捕まえて駿府の安倍川原で磔にしようとしたため、万は家康に日遠の助命嘆願をするが、家康は聞き入れなかった。すると万は「師の日遠が死ぬ時は自分も死ぬ」と、日遠と自分の2枚の死に衣を縫う。これには家康も驚いて日遠を放免した。この万の勇気は当時かなりの話題になったようで、後陽成天皇も万の行動に感激し、天皇が自ら「南無妙法蓮華経」と題目を揮毫し、万に下賜されたという。彼女は家康が死去した後、元和5年（1619年）8月、身延山で法華経一万部読誦の大法要を催し、満願の日に七面山に向かった。
なお、この慶長宗論で日経が襲撃されたとする主張は日蓮宗側の主張のみで、他の浄土宗・武家・判者の高野山は日経が横たわったまま殆ど発言しなかったと記録する。また日遠が駿河国に赴いたのは、日蓮宗関係以外の史料では確認することができないとする指摘がある。
大坂の陣における三浦為春の武功に、徳川家康が喜んでいることを万が為春に知らせた古文書が残る。歴史的な内容が確認できる唯一のものだが、年月日、文書の形態・宛所等も不明で現蔵機関名も記されていない。為春はのちに、万の子である徳川頼宣に附属され、紀州藩の御附家老となった。
元和2年（1616年）4月22日、蓮華院妙昭日心から養珠院妙昭日心に法号を変えた（『本光国師日記』）。
承応2年（1653年）、万は死去した。墓所は山梨県南巨摩郡身延町大野の日蓮宗寺院・本遠寺と静岡県三島市の妙法華寺。承応3年（1654年）に徳川頼宣により建立された墓所で、花崗岩製の宝篋印塔が現存している。山梨県指定史跡。法号は養珠院殿妙紹日心大姉。杉並区理性寺にも分骨されている。

## 備考
千葉県勝浦市の八幡岬にその像が建てられている。
駿府城の万の居間が移築されて、妙法華寺奥書院（静岡県三島市玉沢）として現存している。駿府城で唯一の遺構である。静岡県三島市の文化財となっている。
2004年（平成16年）、海禅院の多宝塔の下の石室から万の遺髪が発見された。

## 登場作品
- 春日局（1989年、NHK大河ドラマ、演 : 佐藤真浪）
- 影武者徳川家康 （1998年、テレビ朝日、演 : 石井亜可理）
- 葵 徳川三代 （2000年、NHK大河ドラマ、演 : 尾上紫）
- 影武者徳川家康（2014年、テレビ東京、演 : 葉月）

### 書籍
- 勝浦市史編さん委員会 編『勝浦市史 史料編 中世』2003年。
- 勝浦市史編さん委員会 編『勝浦市史 通史編』2006年、385-421頁。

### 論文
- 大石泰史「養珠院お萬の方に関する諸問題」『勝浦市史研究』3号、1997年。
- 大石泰史「養珠院お萬の方（一五七七？―一六五三）―紀州・水戸徳川家初代の生母となった正木氏の娘―」『千葉史学』54号、2009年。
- 小山譽城「徳川頼宣の母養珠院について」『南紀徳川史研究』9号、2010年。